# Solnitsata
Solnitsata (en búlgaro: Солницата, "Las Salinas") fue un antiguo pueblo localizado en la actual Bulgaria, cerca de la ciudad de Provadia. Siendo el pueblo más antiguo de Europa según arqueólogos búlgaros, Solnitsata fue el lugar de una planta de producción de sal hace aproximadamente seis milenios, prosperando alrededor del 4700-4200 a. C. El asentamiento fue amurallado para proteger la sal, una mercancía crucial en la antigüedad. Aunque se estima que la población fue solo de 350 habitantes, el arqueólogo Vassil Nikolov sostiene que cumple con los criterios establecidos como ciudad prehistórica.
La producción de sal impulsó la economía de Solnitsata, y se cree que la ciudad suministraba sal a través de los Balcanes. Una gran colección de objetos de oro encontrada cerca del asentamiento ha llevado a los arqueólogos a especular que este comercio resultó en un aumento considerable de las riquezas de sus habitantes.
Se piensa que el pueblo fue destruido por un terremoto.